# Kathrine Switzer
Kathrine Switzer (Amberg, Baviera, Alemanya ocupada, 5 de gener de 1947) és una feminista i antiga atleta estatunidenca, especialitzada en la prova de la marató.
El 1967 es va convertir en la primera dona a córrer la Marató de Boston, ja que fins aleshores era una prova exclusivament per a homes. Per a això es va inscriure com a KV Switzer i va creuar la línia de sortida amb el dorsal 261 com si fos un corredor més. Kathrine va passar a la història quan un dels jutges, a la meitat de la cursa, se n'adonà i saltà darrere d'ella per detenir-la, però el seu entrenador i el seu promès (que també hi participaven) li ho van impedir. Finalment, va acabar la cursa amb un temps de 4 hores i 20 minuts.
Des de llavors Kathrine Switzer s'ha dedicat a lluitar contra la desigualtat entre dones i homes, organitzant carreres en 27 països, Avon International Running Circuit, en les quals han participat més d'1.000.000 de dones, fins que va aconseguir el 1984 que la marató femenina fos prova olímpica.
En el pla esportiu ha corregut 35 maratons, guanyant la Marató de Nova York el 1974 i aconseguint la seva millor marca, 2:51.33, quan va quedar segona el 1975 en la marató de Boston.